# Holger Wolandt
Holger Wolandt (* 1962 in Würzburg, Deutschland) ist ein deutscher Übersetzer, Herausgeber und Schriftsteller, der literarische Werke aus dem Schwedischen, Norwegischen, Dänischen und Englischen ins Deutsche übertragen hat.

## Leben und Karriere
Wolandt studierte Nordistik, Anglistik und Germanistik in München. Danach arbeitete er als Lehrer in Hammerfest, Norwegen. Dann zog er nach Schweden, wo er mit seiner Familie im Sommer in Sörmland und im Winter in Stockholm wohnt.
Wolandt gab mehrere literarische Anthologien heraus. Seine Anthologien enthielten einige in Deutschland unveröffentlichte Kurzgeschichten bekannter Autoren, wie Selma Lagerlöf und Astrid Lindgren. Die Kurzgeschichten von Astrid Lindgren waren hauptsächlich Werke, die sie in den 1930er und 1940er Jahren als noch unbekannte Autorin in Zeitschriften veröffentlicht hatte. Darunter waren die Geschichten: Heiligabend in Lilltorpet, Ich darf tun, was ich will, sagte der Prinz, Johans Abenteuer am Weihnachtsabend, Pumpernickel und seine Brüder und Begegnung mit Frau Blomkvist. Elche im Schnee war Wolandts erfolgreichste Anthologie. Außerdem schrieb Wolandt Biografien über Selma Lagerlöf und übersetzte mehrere ihrer Romane. Für die Biografien werteten Holger Wolandt und die Biografin Anna Nordlund die Briefe von Selma Lagerlöf über Jahre hinweg aus. Über ihre Arbeit berichteten die Autoren in der Dokumentation Die wunderbare Reise der Selma Lagerlöf.

## Werke (Auswahl)

### Eigene Werke
Biografien
- Selma Lagerlöf. Värmland und die Welt. Eine Biografie. Urachhaus, Stuttgart 2015.

Reiseführer
- Knaurs Kulturführer in Farbe Dänemark. Droemer Knaur, München 1987.
- mit Martin Locher: Wanderungen in Ligurien. Bruckmann, München 1991.
- Thüringen. Polyglott, München 1993.
- Estland, Lettland, Litauen. Polyglott, München 1994.
- mit Charlotta Rüegger: Stockholm. Stockholm entdecken und erleben. Gräfe und Unzer, München 1996.
- Stockholm. Eine Stadt in Biographien. Travel House Media, München 2013.
- Kreuzfahrt Ostsee. Travel House Media, München 2019.
- Kreuzfahrt Westliches Mittelmeer. Travel House Media, München 2019.

### Herausgeberschaft
(Die meisten dieser Werke, bzw. Teile von ihnen, hat Wolandt selbst übersetzt.)
- Jesus – Ein kritisches Lesebuch. Droemer Knaur, München 1993.
- Erlesene Weihnachten. Erzählungen. Droemer Knaur, München 1996.
- Das große Weihnachts-Lesebuch. Erzählungen. Droemer Knaur, München 1997.
- Das große Winter-Lesebuch. Die schönsten Schneegeschichten. Droemer Knaur, München 1998.
- Das große Sommer-Lesebuch. Die schönsten Urlaubsgeschichten. Droemer Knaur, München 1998.
- Das große New-York-Lesebuch. Erzählungen. Droemer Knaur, München 1998.
- Das große Frühlingslesebuch. Die schönsten Geschichten zum Jahresanfang. Droemer Knaur, München 1999.
- Winterlicht. Geschichten aus dem hohen Norden. Droemer Knaur, München 2000.
- Sehnsucht nach der grünen Insel. Geschichten aus Irland. Droemer Knaur, München 2001.
- Küss die Hand. Ein Österreich-Lesebuch. Droemer Knaur, München 2001.
- Skandinavisches Lesebuch. Piper, München/Zürich 2002.
- Unter Mördern und Elchen. Neues aus Schweden von Mankell bis Edwardson. Piper, München/Zürich 2003.
- Einmal Ku'damm und zurück. Das große Berlin-Lesebuch. Droemer Knaur, München 2003.
- Ferien zu zweit. Die schönsten Geschichten. Piper, München/Zürich 2004.
- Elche im Schnee. Die schönsten Wintergeschichten aus Schweden von Mankell bis Edwardson. Piper, München/Zürich 2004.
- Tod am Fjord. Neues aus Norwegen von Ambjørnsen bis Fossum. Piper, München/Zürich 2005.
- Mittsommernachtsliebe. Die schönsten erotischen Geschichten aus Skandinavien. Piper, München/Zürich 2006.
- Kleine Elche im Schnee. Weihnachtsgeschichten aus Schweden. Piper, München/Zürich 2006.
- Schwedische Appetithappen. Die schönsten kulinarischen Geschichten. Piper, München/Zürich 2007.
- Elche am Fjord. Die schönsten norwegischen Wintergeschichten. Piper, München/Zürich 2007.
- Mittsommernachtsliebe. Liebesgeschichten aus Skandinavien. Piper, München/Zürich 2008.
- Weihnachten bei den Elchen. Die schönsten Wintergeschichten aus Skandinavien. Piper, München/Zürich 2015.
- Mittsommer bei den Elchen. Die schönsten Sommergeschichten aus Skandinavien. Piper, München/Zürich 2009.
- Tod am Fjord. mörderische Geschichten aus Norwegen. Piper, München 2019.
- Friede am Fjord. Weihnachtsgeschichten aus Norwegen. Urachhaus, Stuttgart 2019.
- Selma Lagerlöf:
  - Weihnachtsgeschichten. DTV, München 2007.
  - Geschichten von Trollen und Menschen. DTV, München 2007.
  - Liebesgeschichten. DTV, München 2008.
  - Liebe Sophie, liebe Valborg. Eine Dreiecksgeschichte in Briefen. Urachhaus, Stuttgart 2016.

### Übersetzungen

#### Aus dem Englischen
- Michael Baigent
  - Die Farben der Wahrheit. Droemer Knaur, München 1995.
  - Das Geheimnis der Templer. Droemer Knaur, München 1995.
- Robert Carter: 
  - Der Liebhaber zur See. List, München/Leipzig 1995.
  - Robert Carter: Der Gesang des Windes. Bastei Lübbe, Bergisch Gladbach 1999.
- Caroline Carver: 
  - Ein glücklicher Ort. Droemer Knaur, München 2002.
  - Wettlauf im Outback. Knaur-Taschenbuch, München 2003.
  - Caroline Carver: Dead heat. Knaur-Taschenbuch, München 2005.
- Charlie Chaplin: Footlights – Rampenlicht: Die Welt Charlie Chaplins – Der Sensationsfund: Chaplins einziger Roman. Bertelsmann, München 2015.
- Warwick Collins: Gefährliche Leidenschaften. Droemer Knaur, München 1994
- Peter de Rosa: Meine Stunde ist noch nicht gekommen. Ein Roman über die frühen Jahre Jesu. Droemer Knaur, München 1993
- Paul Harding: 
  - Die Hitze der Hölle. Droemer Knaur, München 1998.
  - Der Mörder von Greenwood. Droemer Knaur, München 1998.
  - Das Lied des dunklen Engels. Droemer Knaur, München 1998.
  - Teufelsjagd. Droemer Knaur, München 1999.
- Joanna Hines: 
  - Die verlorene Tochter. Bechtermünz, Augsburg 2000.
  - Tochter der Freiheit. Droemer Knaur, München 2002.
- James Jauncey: Der geheimnisvolle Weg. Droemer Knaur, München 1996.
- Marcus Luttrell: Lone Survivor: SEAL-Team 10 – Einsatz in Afghanistan. Der authentische Bericht des einzigen Überlebenden von Operation Red Wings. Heyne, München 2014.
- Michael McGarrity: Tod des schwarzen Bären. Droemer Knaur, München 1999.
- Edwin Mullins: 
  - Die Farben der Wahrheit. Droemer Knaur, München 1995.
  - Der goldene Vogel. Droemer Knaur, München 1997.
- Judy Pascoe: 
  - Erzähl mir, großer Baum. Knaur, München 2003.
  - Die Geschichte vom großen Baum. Knaur, München 2006.
- Dani Shapiro: Slow motion. Doppelter Abschied. Droemer Knaur, München 2000.
- Nate Silver: Die Berechnung der Zukunft. Warum die meisten Prognosen falsch sind und manche trotzdem zutreffen. Heyne, München 2013.
- Faye Sultan: Dunkles Erwachen. Droemer Knaur, München 1999.
- Frank Tallis
  - Die Liebermann-Papiere: Kriminalroman. btb, München 2006.
  - Wiener Blut. Max Liebermanns zweiter Fall. btb, München 2007.
  - Wiener Tod. Ein Fall für Max Liebermann. btb, München 2008.
  - Rendezvous mit dem Tod. Ein Fall für Max Liebermann. btb, München 2010.
  - Kopflos. Ein Fall für Max Liebermann. btb, München 2011.
  - Der Tod und das Mädchen. Ein Fall für Max Liebermann. btb, München 2011.
- Jesse Ventura, Dick Russel: Die amerikanische Verschwörung. 9/11 und andere Lügen. Heyne, München 2011.

#### Aus dem Norwegischen
- Ala Bashir, Lars Sigurd Sunnanå: Im Namen des Terrors. Saddams Leibarzt. List, Berlin 2004.
- Åsne Seierstad: 
  - Tagebuch aus Bagdad. Claassen, München 2003.
  - Der Buchhändler aus Kabul. Claassen, München 2003.
- Kathrine Nedrejord: 
  - Lass mich! Urachhaus, Stuttgart 2019.
  - Was Sara verbirgt. Urachhaus, Stuttgart 2021
- Sami Rintala,  Dagur Eggertsson: Das Haus ein Instrument. Schneider, Brakel 2015.
- Cecilie Skog: Den Himmel berühren. Mein Weg auf die höchsten Gipfel und an die Pole. Malik, München 2009.
- Herbjørg Wassmo: 
  - Dinas Vermächtnis. Luchterhand, München 1999.
  - Die siebte Begegnung. Luchterhand, München 2002.
  - Die Geliebte des Spielersg. Droemer, München 2007.

#### Aus dem Schwedischen
- Inger Alfvén: 
  - Vier Töchter. Goldmann, München 2002.
  - Das weite Meer. Goldmann, München 2003.
- Carin Bartosch Edström: Der Klang des Todes. Diana, München 2012.
- Thomas Engström: 
  - West of liberty. Ein Ludwig-Licht-Thriller. Bertelsmann, München 2019.
  - South of hell. Ein Ludwig-Licht-Thriller. Bertelsmann, München 2019.
  - North of Paradise. Ein Ludwig-Licht-Thriller. Bertelsmann, München 2019.
  - East of Inferno Ein Ludwig-Licht-Thriller. Bertelsmann, München 2020.
- Lena Einhorn: 
  - Das Rätsel von Damaskus. Waren Jesus und Paulus ein und dieselbe Person? Heyne, München/Zürich 2007.
  - Liebesverrückt. Ein Roman über die Frau, die Greta Garbo wurde. Langen-Müller, München 2014.
- Maria Ernestam: 
  - Mord unter Freunden. btb, München 2009.
  - Das verborgene Haus. btb, München 2012.
- Inger Frimansson: Die Rattenfängerin. btb, München 2010.
- Jan Guillou: 
  - Die Büsserin von Gudhem. Ein Roman aus der Zeit der Kreuzfahrer. Piper, München/Zürich 2000.
  - Die Krone von Götaland. Ein Roman aus der Zeit der Kreuzfahrer. Piper, München/Zürich 2001.
  - Der Kreuzritter – Verbannung. Heyne, München 2009.
  - Der Kreuzritter – Rückkehr. Heyne, München 2009.
  - Der Kreuzritter – Das Erbe. Heyne, München 2010.
  - Der Kreuzritter – Aufbruch. Heyne, München 2010.
  - Die Brückenbauer. Heyne, München 2012.
  - Die Brüder. Heyne, München 2013.
  - Die Heimkehrer. Heyne, München 2014.
  - Schicksalsjahre. Heyne, München 2015.
  - Die Schwestern. Heyne, München 2016.
  - Der Sohn. Heyne, München 2018.
- Varg Gyllander: 
  - Der lächelnde Mörder. btb, München 2010.
  - Eiskalte Rache. btb, München 2011.
  - Tote reden nicht. btb, München 2012.
  - Keine Erde gleicht der anderen. btb, München 2014.
- Karin B. Holmqvist: 
  - Villa mit Herz. Piper, München/Zürich 2008.
  - Zwei Damen auf Männerfang. Piper, München/Zürich 2009.
  - Ungeküsst. Piper, München/Zürich 2012.
  - Die Liebe kommt an Regentagen. dotbooks, München 2019.
  - Das fabelhafte Haus des Glücks. dotbooks, München 2019.
- Thomas Kanger: 
  - Der Sonntagsmann. btb, München 2007.
  - Der tote Winkel. btb, München 2008.
  - Der Geheimnisträger. btb, München 2011.
- Selma Lagerlöf: Jerusalem. DTV, München 2008.
- Åsa Larsson: Wer ohne Sünde ist. Bertelsmann, München 2022
- Björn Larsson: Was geschah mit Inga Andersson?. Goldmann, München 2006.
- Bodil Mårtensson: Die zärtliche Zeugin. Goldmann, München 2003.
- Katarina Mazetti: Jede Menge Ohrenzeugen. Piper, München/Zürich 2003.
- Per T Ohlsson: Albert Bonnier und seine Zeit. Piper, München 2021.
- Leif G. W. Persson: 
  - Der sterbende Detektiv. btb, München 2011.
  - Sühne. btb, München 2009.
  - Der Professor. Wie ich Schwedens erfolgreichster Profiler wurde. btb, München 2013.
- Lars Rambe: Die Spur auf dem Steg. DTV, München 2010.
- Anders Roslund, Stefan Thunberg: Made in Sweden. Goldmann, München 2015.
- Åke Smedberg: Tod im Sommerhaus. Goldmann, München 2006.
- Anton Svensson:
  - Der Vater. Goldmann, München 2017.
  - Der Andere. Goldmann, München 2017.
- Helene Tursten: 
  - Der zweite Mord. Goldmann, München 2001.
  - Die Tätowierung. Goldmann, München 2002.
  - Tod im Pfarrhaus. Goldmann, München 2003.
  - Die Frau im Fahrstuhl. btb, München 2004.
  - Der erste Verdacht. btb, München 2005.
  - Feuertanz. btb, München 2006.
  - Die Tote im Keller. btb, München 2007.
  - Das Brandhaus. btb, München 2009.
  - Der im Dunkeln wacht. btb, München 2010.
  - Im Schutz der Schatten. btb, München 2012.
  - Meine kleinen Morde. btb, München 2013.
  - Jagdrevier. btb, München 2016.
  - Alter schützt vor Morden nicht. btb, München 2021.
- Emma Vall: 
  - Lautloser Fluß. Piper, München/Zürich 2003.
  - Drei Blutsschwestern. Piper, München/Zürich 2003.
- Karin Wahlberg: 
  - Die falsche Spur. Goldmann, München 2003.
  - Kalter November. btb, München 2005.
  - Verdacht auf Mord. btb, München 2007.
  - Der Tröster. btb, München 2008.
  - Tödliche Geschäfte. btb, München 2010.

#### Aus dem Dänischen
- Elsebeth Egholm: Tödliche Bürde. Ein Fall für Dicte Svendsen. btb, München 2007.
- Lis Vibeke Kristensen: Ein Haus am Ende der Welt. Piper, München 2006.
- Katrine Nørregaard: Die Mittsommerlüge. Diana, München 2018.
- Susanna Søberg: Winterschwimmen. Wieso uns kaltes Wasser gesünder und glücklicher macht. Piper, München 2022
- Gertrud Tinning: Die Frauen von Kopenhagen. Diana, München 2021.

#### Hörspiele
- 2013: Carin Bartosch Edström: Der Klang des Todes (Aus dem Schwedischen, gemeinsam mit Lotta Rüegger) – Bearbeitung und Regie: Sven Stricker (Hörspielbearbeitung, Kriminalhörspiel – Deutschlandradio)